# Томашевский, Юрий Владимирович
Ю́рий Влади́мирович Томаше́вский (20 августа 1932, Москва — 25 августа 1995, Москва) — литературовед, литературный критик, исследователь и популяризатор творчества Михаила Зощенко, Александра Вертинского, Константина Воробьёва. С 1965 года — секретарь Комиссии по литературному наследию М. М. Зощенко. Один из наиболее авторитетных специалистов по творчеству М. Зощенко.

## Биография
Родился в 1932 году. Отец — писатель Владимир Ставский. После гибели на фронте отца (1943) и смерти матери (1945) Ю. Томашевский был определён Союзом писателей в Московское артиллерийское подготовительное училище. Затем закончил Рязанское артиллерийское училище и два года служил лейтенантом в Черняховске. Был комиссован по состоянию здоровья и через год поступил на факультет журналистики МГУ. По окончании университета работал в «Учительской газете», «Литературной газете», издательстве «Советский писатель» (в редакции литературоведения), журнале «Смена». В течение последних 15 лет жизни преподавал в Литературном институте им. М. Горького.

## Литературоведческая и литературно-издательская деятельность
Ю. В. Томашевский составил и опубликовал более 20 томов произведений Зощенко и два тома воспоминаний о нём. Многие из этих книг включают его собственные статьи и комментарии.
В газетах и журналах 1920—1930-х годов Томашевский отыскал более 100 рассказов и фельетонов, которые писатель не включал в свои книги. Более 60 из них были опубликованы в составленном исследователем трехтомном собрании сочинений Зощенко и с тех пор вошли в литературный обиход.
Томашевский также подготовил множество газетных и журнальных публикаций текстов М. Зощенко, составил «Хронологическую канву жизни и творчества Михаила Зощенко», собрал коллекцию, куда вошли 500 прижизненных изданий Зощенко (книг, журналов, газет), а также критические и литературоведческие статьи о писателе. Эта коллекция хранится в Санкт-Петербургском Государственном литературном музее «XX век» (Музее М. М. Зощенко).
Томашевский передал в музей библиотеку М. Зощенко, которую отдал ему на хранение В. М. Зощенко (сын М. Зощенко), и автографы Зощенко, копии которых были подарены ему вдовой писателя.

 Не будь моего друга, у Зощенко не было бы музея, не было бы изданий множества его книг, в своё время изъятых из библиотек или просто неизданных. <…> К нему обращались за консультациями, ему писали и звонили из разных стран, приглашали читать лекции, вести вечера памяти Зощенко. Ни одно событие, связанное с Зощенко, не совершалось без его участия. Он дважды побывал с лекциями в Америке, а когда Юры не стало, его коллега из США, позвонившая мне, спросила: кто теперь в России будет главный специалист по Зощенко? И по сей день, когда речь заходит о Зощенко, тут же вспоминают Юрия Томашевского. Их имена прочно срослись, как срослось имя Дон Кихота с именем его оруженосца. — Игорь Золотусский, "Рыцарь-оруженосец"
Ю. В. Томашевский составил два сборника произведений А. Вертинского. Он был первым критиком, по достоинству оценившим творчество К. Воробьёва, а также близким другом писателя и его семьи.

 Он первым стал писать об отце, показывал людям его книги. <…> Болезнь папы протекала очень тяжело. Юрий Владимирович отыскал в Москве новое лекарство и постоянно возил его в Литву. Думаю, вся запрещённая литература, в том числе и Солженицын, шла к отцу от Томашевского. Он заменил мне отца. — Наталья Воробьёва, дочь К. Воробьёва 
Часть переписки Ю. В. Томашевского и К. Д. Воробьева была опубликована в 1997 году их вдовами Т. И. Томашевской и В. В. Воробьевой.

## Публикации
- Ю. Томашевский. Встречи. — Воронеж, 1975.
- Ю. Томашевский. Вчера и сегодня. — М.: Советский писатель, 1986.
- Ю. Томашевский. «Литература - производство опасное...» М. Зощенко: жизнь, творчество, судьба / Сост. Т.И. Томашевская. — М.: Индрик, 2004. — 272 с. — 800 экз. — ISBN 5-85759-285-2.
- Вспоминая Михаила Зощенко / Сост., подг. текста Ю.В. Томашевского. — Л.: Художественная литература, 1990. — 512 с. — 50 000 экз. — ISBN 5-280-00962-8.
- Лицо и маска Михаила Зощенко / Сост., публ. и вступ. статьи Ю.В. Томашевского. — М.: Олимп-ППП, 1994. — 368 с. — ISBN 5-7390-0361-X.
- Воспоминания о Михаиле Зощенко / Сост., подгот. текста Ю.В. Томашевского. — СПб.: Художественная литература, 1995. — 608 с. — ISBN 5-280-03111-9.
- М. Зощенко. Собр. соч. в 3 т. / Сост., подгот. текста, предисл., примеч. Ю.В. Томашевского; редкол. Д.А. Гранин и др.. — Л.: Художественная литература, 1986—1987. Репринт. изд.: М. Зощенко. Собр. соч. в 3 т. / Сост., подгот. текста, предисл., примеч. Ю.В. Томашевского; редкол. Д.А. Гранин и др.. — М.: Терра, 1994. — ISBN 5-85255-474-X.
- М. Зощенко. Собр. соч. в 5 т. / Сост., предисл., послесл.  Ю.В. Томашевского. — М.: Русслит, 1994. — ISBN 5-86508-005-9.
- М. Зощенко. Рассказы / Сост., подгот. текста  Ю.В. Томашевского. — М.: Художественная литература, 1974.
- М. Зощенко. Избранное / Сост., предисл.  Ю.В. Томашевского. — М.: Правда, 1981, 1983, 1990.
- М. Зощенко. Исповедь / Сост., предисл., примеч.  Ю.В. Томашевского. — М.: Художественная литература, 1987.
- М. Зощенко. Рассказы / Предисл.  Ю.В. Томашевского. — Свердловск, 1988.
- М. Зощенко. Повести: Возвращённая молодость; Голубая книга; Перед восходом солнца / Сост., примеч.  Ю.В. Томашевского. — Л.: Художественная литература, 1988.
- М. Зощенко. Избранное / Сост., предисл.  Ю.В. Томашевского. — М.: Советская Россия, 1989.
- М. Зощенко. Исповедь / Сост., предисл., примеч.  Ю.В. Томашевского. — Киев, 1989.
- М. Зощенко. Письма к писателю; Возвращенная молодость; Перед восходом солнца / Сост., предисл.  Ю.В. Томашевского. — М.: Московский рабочий, 1989. — 541 с. — ISBN 5-230-00556-7.
- М. Зощенко. Избранные рассказы для детей / Сост., предисл.  Ю.В. Томашевского. — М.: Детская литература, 1989. — ISBN 5080005025.
- М. Зощенко. Возвращённая молодость; Перед восходом солнца / Послесл.  Ю.В. Томашевского. — М.: Известия, 1991. — 427 с.
- М. Зощенко. Суета сует / Сост., предисл.  Ю.В. Томашевского. — М.: Русская книга, 1993. — 448 с. — ISBN 5-268-01436-6.
- А. Вертинский. Дорогой длинною... Стихи и песни. Рассказы, зарисовки, размышления. Письма / Сост., подготовка текста  Ю.В. Томашевского. — М.: Правда, 1990. — 576 с. — ISBN 5-253-00063-1.
- А. Вертинский. За кулисами / Сост., предисл.  Ю.В. Томашевского. — М.: Советский фонд культуры, 1991. — 304 с. — (Библиотека авторской песни "Гитара и слово". Большая серия). — ISBN 5-853-02052-8.
- К. Воробьев. Крик. Повести / Предисл.  Ю.В. Томашевского. — Вильнюс: Вага, 1976. — 462 с.